# Josep Antoni Martín Bertrán
Josep Antoni Martín Bertran (Barcelona, 13 d'agost de 1964) és un àrbitre de bàsquet català de la lliga ACB. Pertany al Comitè d'Àrbitres Català.

## Trajectòria
Va començar a practicar el bàsquet com a jugador al col·legi La Salle Comtal de Barcelona, amb vuit anys. Amb catorze anys comença dins el món de l'arbitratge, entrant a formar part dels àrbitres del Consell Escolar de Barcelona l'any 1978. A l'any següent es fusionen el Consell amb l'Escola Catalana d'Àrbitres de Barcelona (Ecab), on prossegueix la seva formació. Durant aquests anys segueix jugant i arbitrant. Amb 18 anys comença els seus estudis de Farmàcia i al mateix temps deixa de jugar, per poder accedir al Col·legi d'Àrbitres.
El 1988 aconsegueix el seu ascens a l'ACB amb 23 anys, debutant el 15 d'octubre d'aquell any en un Breogán-Caja de Ronda (80-81), dirigint en aquella primera temporada un total de 24 partits de Lliga ACB i dos de Copa del Rei.
L'any 1996 aconsegueix el seu accés a àrbitre FIBA internacional, i el 2000 comença a arbitrar partits a l'Euroleague.
És llicenciat en Farmàcia i té un Màster de Gestió Empresarial per a Indústria Farmacèutica i Afins, per la Universitat de Barcelona. Actualment treballa en una multinacional farmacèutica en l'àrea de ventes. També té el títol d'entrenador de basquetbol.
Ha arbitrat diverses finals de la Copa del Rei i del Play-off final de la Lliga ACB. Va dirigir partits al Mundial del Japó el 2006; al Mundial de Turquia el 2010, i a la final de l'Euroleague l'any 2012.

### Arribada als 1.000 partits a l'ACB
Martín Bertrán va arribar en la jornada 18 de la Lliga ACB 2017-18 xiular el seu partit número 1.000 a la Lliga Endesa. A més, fins a la data havia dirigit 61 partits de Copa del Rei (46 d'ells en fases finals i nou a finals) i 11 de Supercopa Endesa, sumant un total de 1.071 partits en competicions ACB repartits en 30 temporades.

## Temporades
| Categoria            | Lloc    | Any               |
| -------------------- | ------- | ----------------- |
| Categories inferiors | Espanya | 1982 - 1983       |
| 2a Divisió           | Espanya | 1983 - 1985       |
| 1a Divisó            | Espanya | 1985 - 1988       |
| Lliga ACB            | Espanya | 1988 - Actualitat |